# Demétrio I da Macedónia
Demétrio I (337 a.C. — 283 a.C.), cognominado Poliórcetes, filho de Antígono I Monoftalmo e Estratonice, foi um rei da Macedônia (294–288 a.C.). Ele pertenceu à dinastia antigônida.

## Família
Sua mãe se chamava Estratonice, filha de Correu (Corrhagus); ela foi casada com Demétrio, irmão de Antígono Monoftalmo, e, após a morte de Demétrio, se casou com Antígono.
Demétrio Poliórcetes seria filho de Estratonice e Antígono, ou, segundo algumas versões, filho de Estratonice e Demétrio - neste caso, Demétrio, o irmão de Antígono, teria morrido quando Demétrio Poliórcetes era muito jovem, e Estratonice logo se casou com Antígono, que adotou o sobrinho como filho. Outro tio de Demétrio Poliórcetes foi Márcias de Pela, irmão de Antígono Monoftalmo.
Filipe foi outro filho de Estratonice e Antígono, e ganhou o nome do pai de Antígono. Filipe, porém, morreu antes de Antígono, deixando Demétrio como o único herdeiro.

## Antes de ser rei
Demétrio tinha uma grande afeição tanto por seu pai quanto por sua mãe; conforme uma anedota contada por Plutarco, uma vez Antígono recebia embaixadores estrangeiros, e Demétrio, vindo de uma caçada, chegou e cumprimentou o pai, mantendo as armas da caçada. Antígono comentou então com os embaixadores para observar a relação dele com o filho, indicando que a harmonia e a confidência mútua eram causas da força e segurança do reino. Dos sucessores de Alexandre, apenas os descendentes de Antígono não viram conflitos entre pai e filho por várias gerações, até a época de Filipe V da Macedônia, que executou o próprio filho. O que era comum nas outras famílias, o assassinato de filhos, mães e esposas, não ocorreu na dinastia antigônida, os únicos crimes sendo o fratricídio que, ainda segundo Plutarco, são quase como um postulado da geometria, uma necessidade para garantir a segurança do príncipe herdeiro.
Quando houve a fragmentação do império construído por Alexandre e seu pai Antígono foi atacado, no quarto ano da 119a olimpíada, Demétrio escapou, fugindo para Éfeso.
Após a morte de Pérdicas, Ptolemeu, que receberia mais tarde o epíteto de Sóter, conquistou a Síria e a Fenícia, recebeu Seleuco, filho de Antíoco, que tinha sido exilado por Antígono Monoftalmo, e se aliou a Cassandro, filho de Antípatro, e Lisímaco, que governava a Trácia, para fazerem frente a Antígono Monoftalmo, por pressentir que o poder de Antígono era perigoso a todos.
Antígono se preparou para a guerra, e tomou a iniciativa quando houve uma revolta na Cirenaica que fez com que Ptolemeu tivesse que voltar-se para a Líbia. A Síria e a Fenícia foram reconquistadas, e entregues a Demétrio, cujos feitos durante a juventude haviam-lhe dado a fama de ter bom juízo, enquanto Antíoco se dirigiu ao Helesponto. Porém, após Demétrio ter sido derrotado por Ptolemeu, Antígono desistiu de cruzar o estreito, e voltou. Demétrio ainda surpreendeu um corpo de egípcios, e, com a chegada de Antígono, Ptolemeu voltou ao Egito.
Ao final do inverno, Demétrio atacou Chipre e derrotou Menelau, sátrapa de Ptolemeu, e, em seguida, o próprio Ptolemeu, que veio trazer ajuda. Ptolemeu fugiu para o Egito, e foi cercado por terra e mar, respectivamente por Antígono e Demétrio. Apesar da desvantagem, Ptolomeu conseguiu resistir em Pelúsio, e Antígono desistiu de tentar conquistar o Egito. Antígono enviou Demétrio contra Rodes com uma grande frota, porém os habitantes  mostraram engenhosidade e coragem diante do cerco, enquanto Ptolemeu os ajudou com todas armas à sua disposição.
Antígono, tendo falhado em conquistar o Egito e Rodes, lutou em seguida contra os exércitos de Cassandro, Lisímaco e Seleuco, e perdeu a maioria de suas forças, que já estavam debilitadas pela longa guerra contra Eumenes, e morreu na batalha.

## Reinado
Ele reinou por dezessete anos, incluindo os dois anos, a partir do primeiro ano da 120a olimpíada, em que ele reinou junto com seu pai.
Demétrio foi considerado um rei muito violento, e era muito hábil na guerra de sítio, sendo conhecido pelo epíteto de Poliórcetes, o sitiador de cidades.

## Fim do reinado
No quarto ano da 123a olimpíada, ele foi capturado por Seleuco I Nicátor, e enviado à Cilícia, onde foi mantido em custódia em uma maneira apropriada para um rei. Quando Seleuco capturou Demétrio, que estava escondido em Rhosus, cidade que havia sido fundada por Cílix, filho de Agenor, encontrou, com ele, sua filha Estratonice, que era muito bonita, e se apaixonou por ela.
Morreu no quarto ano da 124a olimpíada.

## Casamentos e filhos
Demétrio se casou várias vezes, tendo várias esposas ao mesmo tempo,  e teve vários filhos.
- Com Eurídice, uma ateniense descendente de Milcíades e viúva de Ophelas, governante de Cirene.[12]
  - Corrhagus.[13]
- Com Fila, filha de Antípatro e a esposa de mais prestígio:[11]
  - Antígono II Gónatas.[13]
  - Estratonice,[13] casou-se com Seleuco I Nicátor e teve uma filha, Fila.[10] Depois, casou-se com Antíoco I Sóter, filho de Seleuco, com quem teve um filho, Antíoco II Theos, e duas filhas, Estratonice e Apama[14].
- Deidamia, filha de Eácides, rei dos molossos e irmã de Pirro.[15]
  - Alexandre, que viveu e morreu no Egito.[13]
- Com uma mulher da Ilíria:[13]
  - Um outro filho chamado Demétrio.[13]
- Com Ptolemaida,[16] filha de Ptolemeu I Sóter[17]  e Eurídice, filha de Antípatro.[16]
  - Demétrio, o Belo.[17][13]